# 5セント硬貨 (オーストラリア)
オーストラリア5セント硬貨（オーストラリア5セントこうか、5¢）は、オーストラリア国内で流通する通貨。1オーストラリアドルの20分の1の価値を持つ。1966年から鋳造されており、現在はオーストラリア国内の硬貨の中で最も額面の小さな通貨単位であるため、現金支払いの場合はセント単位の計算上の金額の一の位に対してスウェディッシュ・ラウンディング（二捨三入七捨八入）が行われる。表面には「女王エリザベス2世」の肖像が、裏面には「5」と「ハリモグラ」の図案がデザインされている。

## 参考
- Ian W. Pitt, ed (2000年). Renniks Australian Coin and Banknote Values (19 ed.). Chippendale, N.S.W.: Renniks Publications. ISBN 0-9585574-4-6